# Malawi op de Olympische Zomerspelen 1988
Malawi nam deel aan de Olympische Zomerspelen 1988 in Seoul, Zuid-Korea. Het was de derde deelname van het Afrikaanse land.

## Deelnemers en resultaten

### Atletiek
| Olympiër           | Discipline   | Resultaat | Prestatie                  |
| ------------------ | ------------ | --------- | -------------------------- |
| Odiya Silweya      | 200m (m)     | 60e       | serie 7: 6de in 22,24      |
| Odiya Silweya      | 400m (m)     | 64e       | serie 1: 8ste in 49,73     |
| Kenneth Dzekedzeke | 800m (m)     | 46e       | serie 3: 6de in 1.50,60    |
| Kenneth Dzekedzeke | 1500m (m)    | 54e       | serie 2: 13de in 4.02,61   |
| George Mambosasa   | 5000m (m)    | 48e       | serie 2: 15de in 14.30,01  |
| Charles Naveko     | 10000m (m)   | 39e       | serie 1: 20ste in 31.21,53 |
| George Mambosasa   | marathon (m) | DNF       | niet gefinisht             |
| John Mwathiwa      | marathon (m) | 87e       | 2:51.43                    |

### Boksen
| Olympiër            | Discipline  | Resultaat | Prestatie                                                                                |
| ------------------- | ----------- | --------- | ---------------------------------------------------------------------------------------- |
| Peter Ayesu         | -51kg (m)   | 17e       | 1ste ronde: vrij 2de ronde: V van TAN Mwangata: 0-5                                      |
| Evance Malenga      | -57kg (m)   | 33e       | 1ste ronde: V van SAM Tautauma: 0-5                                                      |
| John Elson Mkangala | -60kg (m)   | 17e       | 1ste ronde: vrij 2de ronde: V van SWE Cramne: 0-5                                        |
| Lyton Mphande       | -63,5kg (m) | 9e        | 1ste ronde: W van NEP Bhujel: 5-0 2de ronde: vrij 3de ronde: V van ZAM Mwamba: knock-out |
| Boston Simbeye      | -67kg (m)   | 33e       | 1ste ronde: V van GHA Simbeye: knock-out                                                 |
| M'tendere Makalamba | -71kg (m)   | 17e       | 1ste ronde: vrij 2de ronde: V van USA Jones Jr.: knock-out                               |
| Helman Palije       | -75kg (m)   | 17e       | 1ste ronde: vrij 2de ronde: V van GDR Maske: 0-5                                         |

### Wielersport
| Olympiër                                                  | Discipline         | Resultaat | Prestatie      |
| --------------------------------------------------------- | ------------------ | --------- | -------------- |
| Dyton Chimwaza                                            | wegwedstrijd (m)   | 109e      | 4:52.43        |
| George Nayeja                                             | wegwedstrijd (m)   | DNF       | niet gefinisht |
| Amadu Yusufu                                              | wegwedstrijd (m)   | DNF       | niet gefinisht |
| Dyton Chimwaza Daniel Kaswanga George Nayeja Amadu Yusufu | ploegentijdrit (m) | 30e       | 2:32.37,6      |

Afghanistan · Algerije · Amerikaanse Maagdeneilanden · Amerikaans-Samoa · Andorra · Angola · Antigua en Barbuda · Argentinië · Aruba · Australië · Bahama’s · Bahrein · Bangladesh · Barbados · België · Belize · Benin · Bermuda · Bhutan · Birma · Bolivia · Bondsrepubliek Duitsland · Botswana · Brazilië · Britse Maagdeneilanden · Brunei · Bulgarije · Burkina Faso · Canada · Centraal-Afrikaanse Republiek · Chili · China · Chinees Taipei · Colombia · Congo-Brazzaville · Cookeilanden · Costa Rica · Cyprus · Denemarken · Djibouti · Dominicaanse Republiek · Duitse Democratische Republiek · Ecuador · Egypte · El Salvador · Equatoriaal-Guinea · Fiji · Filipijnen · Finland · Frankrijk · Gabon · Gambia · Ghana · Grenada · Griekenland · Groot-Brittannië · Guam · Guatemala · Guinee · Guyana · Haïti · Honduras · Hongarije · Hongkong · Ierland · IJsland · India · Indonesië · Irak · Iran · Israël · Italië · Ivoorkust · Jamaica · Japan · Joegoslavië · Jordanië · Kaaimaneilanden · Kameroen · Kenia · Koeweit · Laos · Lesotho · Libanon · Liberia · Libië · Liechtenstein · Luxemburg · Malawi · Malediven · Maleisië · Mali · Malta · Marokko · Mauritanië · Mauritius · Mexico · Monaco · Mongolië · Mozambique · Nederland · Nederlandse Antillen · Nepal · Nieuw-Zeeland · Niger · Nigeria · Noord-Jemen · Noorwegen · Oeganda · Oman · Oostenrijk · Pakistan · Panama · Papoea-Nieuw-Guinea · Paraguay · Peru · Polen · Portugal · Puerto Rico · Qatar · Roemenië · Rwanda · Saint Vincent en de Grenadines · Salomonseilanden · Samoa · San Marino · Saoedi-Arabië · Senegal · Sierra Leone · Singapore · Soedan · Somalië · Sovjet-Unie · Spanje · Sri Lanka · Suriname · Swaziland · Syrië · Tanzania · Thailand · Togo · Tonga · Trinidad en Tobago · Tsjaad · Tsjecho-Slowakije · Tunesië · Turkije · Uruguay · Vanuatu · Venezuela · Verenigde Arabische Emiraten · Verenigde Staten · Vietnam · Zaïre · Zambia · Zimbabwe · Zuid-Jemen · Zuid-Korea · Zweden · Zwitserland